# ウォンバット
ウォンバット(Vombatus ursinus)は、哺乳綱双前歯目ウォンバット科ウォンバット属に分類される有袋類。本種のみでウォンバット属を構成する。別名ヒメウォンバット、コモンウォンバット。
名前はダルク語に由来する。生態は異なるがコアラに近いウォンバット型亜目の動物である。

## 分布
オーストラリア（クイーンズランド州南東部、タスマニア州、ニューサウスウェールズ州東部、ビクトリア州南部、南オーストラリア州南東部）
模式標本の産地（基準産地・タイプ産地・模式産地）はタスマニア州。
オーストラリアクイーンズランド州の一部、および、ニューサウスウェールズ州、ビクトリア州、南オーストラリア州、西オーストラリア州、タスマニア州の低木林や草原に分布する。

## 形態
体長90 - 115センチメートル。尾長2.5センチメートル。体重22 - 39キログラム。頭胴長は70-110cm、尾長は25-60mm、体重は19-33kg。硬く粗い体毛で被われる。体色は黒や褐色、灰色。雌のほうが雄よりも大きい。頭が幅広く、ずんぐりとした頑丈な体付きで、前肢と後肢がほぼ同じ長さ。内股で歩く。
耳介は短く、丸みを帯びる。吻端には体毛がなく、裸出する（鼻鏡がある）。頑丈な前脚を持ち、トンネル状の大きな巣穴を作る。1日に1mほど掘り進めることができる。視力は良くなく、嗅覚に優れる。上下2本ずつの鋭い前歯（門歯）の奥に20本の奥歯（臼歯）を持ち、歯が生涯伸び続けるため、硬いもの齧って歯を削る行動を行う。進化的にはコアラに最も近いが、長い盲腸を持つコアラと異なり、ウォンバットの盲腸は1㎝ほどしかない。

## 生態
ユーカリ林・低木林などに生息する。夏季は夜行性で、昼間は巣穴の中で休む。冬季は、昼間に活動することもある。夜行性で昼間は主に巣穴の中で過ごすが、曇りの日などはエサを求め動き回ることもある。短い距離であれば、時速40kmほどで走ることができる。
イネ科の草や樹皮、低木の根、キノコなどを食べる。草食性で植物の葉や根を食べる。腸の組織の柔軟性が部分的に異なっていることで、水分や養分の吸収過程で食べた食物が角柱状に固まりやすく、それを排泄すると、切れて立方体や直方体の糞となりやすい。捕食者(天敵)はディンゴ・タスマニアデビル・オナガイヌワシなどが挙げられる。敵に襲われた時、穴に入り硬いお尻で自らを守ることがある。敵がしつこい場合、巣穴の天井に尻を突き上げてから振り下ろし、敵の頭を尻でプレスして撃退することもある。
普段は単独行動だが、繁殖期はつがいで過ごす。交尾は雄が雌を長時間追い廻し、捕らえて行う習性を持つ。妊娠期間は約1ヶ月。1回に、1頭の幼獣を産む。1腹1子。穴を掘る為、お腹の袋は後ろ向きについている。生まれた直後は体長5㎜、体重は0.5ｇしかない。約8ヶ月を育児嚢で過ごし、体重が3㎏ほどになると外に出て、草を食べ始めるなど乳離れしていく。生後2年で、性成熟する。寿命は野生個体で5～6年、飼育下で10～20年程度だが、30年以上生きたケースもある。
キューブ状の糞
ウォンバットはキューブ状の糞を岩の上などの目立つところにすることで、縄張りの印としている。繊維の多い餌を食べた糞は、腸の後端8%以降の部分で腸内運動によって四角く成型される。糞が固く四角くなるために、容易に転がり落ちない利点がある。

## 人間との関係
巣穴を掘ることで畜産業の妨げとなったり、アナウサギに抜け穴を提供してしまうため、害獣とみなされることもある。
種として絶滅のおそれは低いと考えられているが、農地開発による生息地の破壊・交通事故・イヌによる捕食などの影響は懸念されている。ほとんどの地域で、州による保護の対象とされている。
ウォンバットの掘った巣穴にトラクターや家畜が落ちることがあるため害獣とされ、かつては駆除されていたこともあるが、現在は保護動物である。しかし、現在も南オーストラリア州や西オーストラリア州南部において、不法に駆除されることがあり減少を止められていないが、政府や動物保護団体などが保護している。
2025年2月現在、日本では茶臼山動物園（長野市）で1頭のコモンウォンバットを、五月山動物園（池田市）で3頭のヒメウォンバットを見ることが出来る。このうち五月山動物園の雄「ワイン」は、1992年1月15日に雌「ワンダー」との間で国内初の繁殖に成功し、2022年1月に33歳となったことで、「史上最高齢の飼育されたウォンバット」「存命中の最高齢の飼育されたウォンバット」としてギネス記録に認定された。過去には円山動物園（札幌市）や多摩動物公園（日野市）、金沢動物園（横浜市）や東山動植物園（名古屋市）などでも飼育されていた。
飼育下では人に良く馴れ、人懐っこく人との接触を好む。
日本の動物園で飼育する際は、イネ科の青草、乾草、サツマイモ、ニンジン、リンゴ、カボチャ、草食動物用ペレット、アーモンドなどが与えられているが、個体によって好き嫌いが激しく、日々の餌の残し具合を観察しながら、飼育員が毎回、調理方法を変えている。
おとなしい性質だが、極めて稀に人を襲うこともある。ある事故では被害者がキャンピングカーから降りた際に、疥癬にかかったことにより興奮状態になったウォンバットを踏みつけてしまったことが原因で襲われた。